# Simulium nemuroense
Simulium nemuroense es una especie de insecto del género Simulium, familia Simuliidae, orden Diptera.
Fue descrita científicamente por Takaoka & Saito, 2002.